# Лихарево (Костромская область)
Ли́харево — деревня в Степановском сельском поселении Галичского района Костромской области России.

## История
Согласно Спискам населенных мест Российской империи в 1872 году усадьба Лихарево относилась к 1 стану Галичского уезда Костромской губернии. В ней числилось 5 дворов, проживало 26 мужчин и 30 женщин.
Согласно переписи населения 1897 года в деревне проживало 100 человек (43 мужчины и 57 женщин).
Согласно Списку населенных мест Костромской губернии в 1907 году деревня относилась к Быковской волости Галичского уезда Костромской губернии. По сведениям волостного правления за 1907 год в ней числилось 20 крестьянских дворов и 71 житель. Основными занятиями жителей деревни, помимо земледелия, был малярный промысел и сельскохозяйственные работы.
До муниципальной реформы 2010 года деревня также входила в состав Степановского сельского поселения.

## Население
| 2008 | 2010 | 2012 | 2014 |
| ---- | ---- | ---- | ---- |
| 0    | →0   | ↗1   | →1   |